# Cerbera odollam
Cerbera odollam é uma espécie de árvore da família Apocynaceae comumente conhecida como a árvore do suicídio ou Pong-pong. Ele produz um fruto conhecido como othalanga cujas sementes produzem um veneno poderoso chamado Cerberina que foi usado em ordálias, suicídios e envenenamentos.
É nativa do Sul e Sudeste Asiático, das Ilhas do Pacífico e Queensland, Austrália, crescendo preferencialmente ao longo de costas arenosas, margens de rios e manguezais. Também é cultivada em áreas tropicais como o Havaí como planta ornamental.

## Descrição

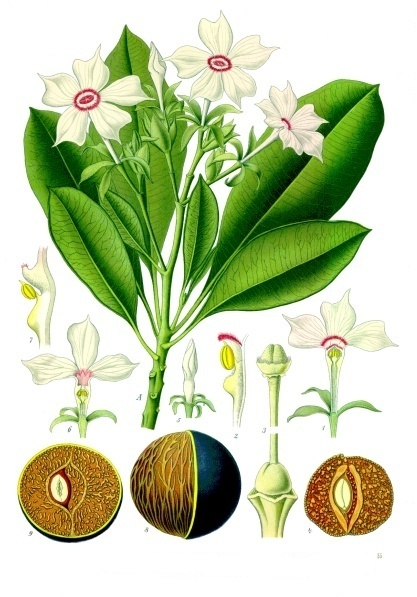
Diagrama das diferentes partes da planta Cerbera odollam.

A Cerbera odollam possui uma semelhança estreita com o Oleoandro, outra planta altamente tóxica da mesma família. Chega a alcança atér10-12 metros de altura. Suas folhas são brilhantes e tem flores brancas com corolas amarelas. A planta como um todo produz um látex branco e lácteo.
Seu fruto, de cerca de 5-10 cm de comprimento, inicialmente verde (semelhante a uma manga), torna-se vermelho à medida que amadurece. Possui uma estrutura fibrosa verde envolvendo uma parte central ovoide com dimensões aproximadas de 2 cm × 1,5 cm, contendo duas sementes extremamente venenosas. Após a exposição ao ar, o núcleo branco se torna violeta, depois cinza escuro e, finalmente, marrom ou preto.

## História

### Nomes comuns
A planta é conhecida por vários nomes, dependendo da região onde é encontrada. Estes incluem Otala (ഒതളം) na Língua Malayalam usada em Kerala, Índia; Kattu Arali (காட்டரளி) no estado adjacente de Tamil Nadu; dabur (ডাবুর) em Bengali; Famentana, kisopo, samanta ou tangena em Madagascar; e Pong-pong, buta-buta, Bintaro ou nyan no sudeste da Ásia.

### Uso em ordálias
O núcleo venenoso da fruta de Cerbera odollam foi usado em ordálias como a tangena em todas as regiões onde cresceu. Em Madagascar, nos séculos XVIII e XIX, mais de 3.000 pessoas morriam por ano por consumir sementes de Cerbera odollam nesse tipo de julgamento. Esses julgamentos foram destinados a determinar se o sujeito era culpado de um crime, na maioria das vezes bruxaria. O procedimento era realizado por meio da administração de uma dose da semente. Caso o sujeito sobrevivesse, ele seria considerado inocente de qualquer crime que fosse acusado. Se morresse, era considerado culpado. Esses julgamentos baseavam-se na crença de que algum espírito subjacente distinguiria entre inocência e culpa.
As ordálias usando Cerberina eram extremamente comuns. Em meados do século XIX, os líderes tentaram regular os julgamentos por provação em Madagascar. Para crimes menores, cães ou galinhas foram usados como substituto dos humanos. No entanto, somente no início do século XX que essa prática foi extinta.

### Uso para suicídio
A Cerbera odollam também foi frequentemente usada para suicídio e ainda continua a ser usada para esse propósito nos dias modernos. Em 2004, um estudo levantou que o uso da planta era responsável por cerca de um suicídio por semana entre 1989 e 1999 em Kerala, Índia. Para cometer o suicídio, as pessoas removiam os miolos da semente e combinavam-nos com jagra para comer. A morte ocorria rapidamente, cerca de 3-6 horas após a ingestão.

## Toxicidade
A Cerberina, composto venenoso nos núcleos da semente da Cerbera odollam, é um glicóxido cardíaco e, como tal, bloqueia a ATPase de sódio e potássio do coração. Um núcleo contém uma dose fatal da toxina.

### Sintomas

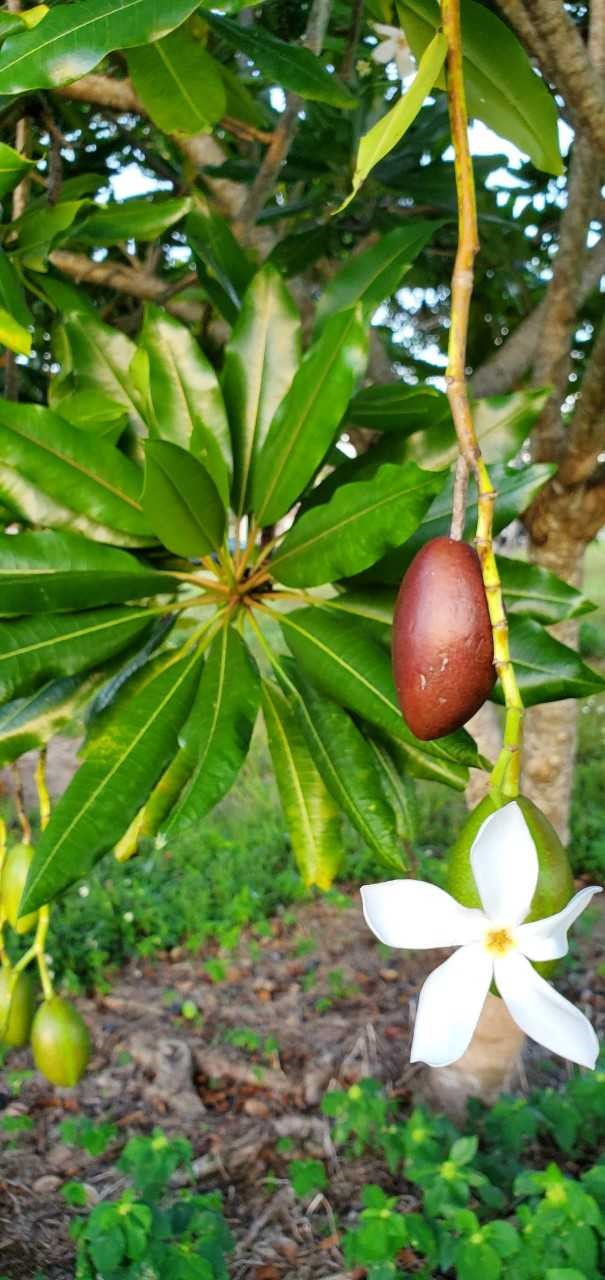
Frutas, flores e folhas de Cerbera odollam, Dededo, Guam

As anormalidades electrocardiográficas são comuns, sendo a mais comum a Bradicardia sinusal. Cerca da metade dos pacientes desenvolve trombocitopenia. O uso de reguladores temporários do ritmo cardíaco tem sido usado como medida de contenção de danos cardíacos, além de outras medidas de apoio.
Outros sintomas comuns de intoxicação por cerberina incluem uma sensação de queimação na boca, vômitos, ressurgimento, náuseas, respiração irregular, dor de cabeça, coma e morte. Alguns casos são assintomáticos.

### Utilização como veneno
O Cerbera odollam é comumente utilizado para envenenamentos e suicídios. Seu sabor amargo pode ser facilmente mascarado por alimentos picantes, permitindo que as vítimas o ingerem sem perceber. Em Kerala, C. odollam é responsável por cerca de 50% dos casos de envenenamento por plantas e 10% de todos os envenenamentos.
As mortes por envenenamentos, particularmente por C. odollam, são subestimadas devido à falta de testes na maioria dos casos. Envenenamentos fora da área de ocorrência natural da árvore são considerados raros.

## Usos modernos
As sementes de C. odollam são usadas como biopesticidas, repelentes de insetos e venenos de ratos  devido à sua toxicidade para esses animais. 
Foram igualmente investigadas as viabilidades de utilização das sementes como matéria-prima na produção de biodiesel. O óleo pode ser extraído das sementes e transesterificados em ésteres de ácido graxo metil. Esta é uma boa alternativa a outras plantas comumente usadas para biodiesel porque ao contrário dessas plantas, cresce em terras tipicamente não cultiváveis e, portanto, não concorre com plantações agrícolas.

## Galeria

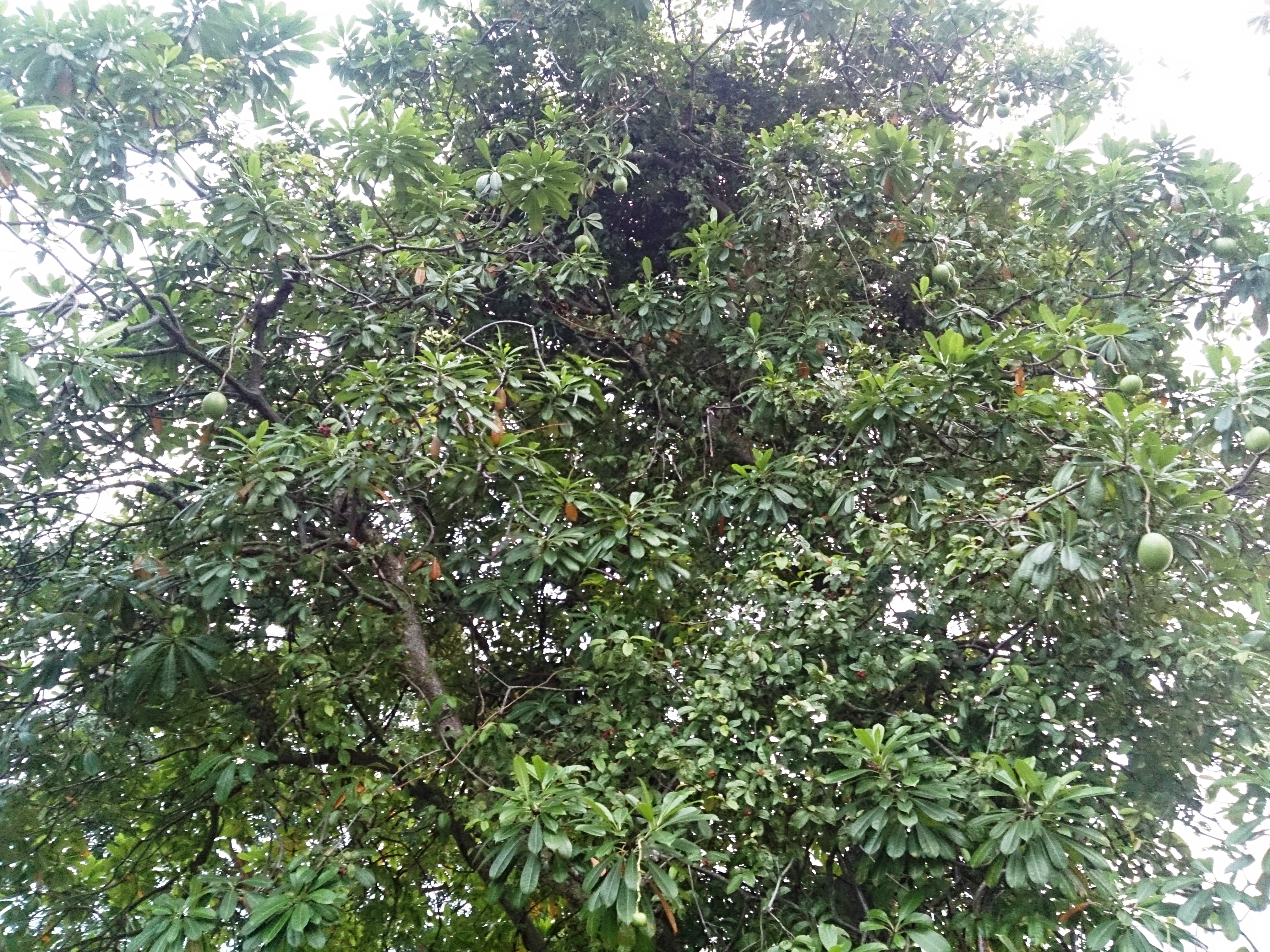
Árvore madura
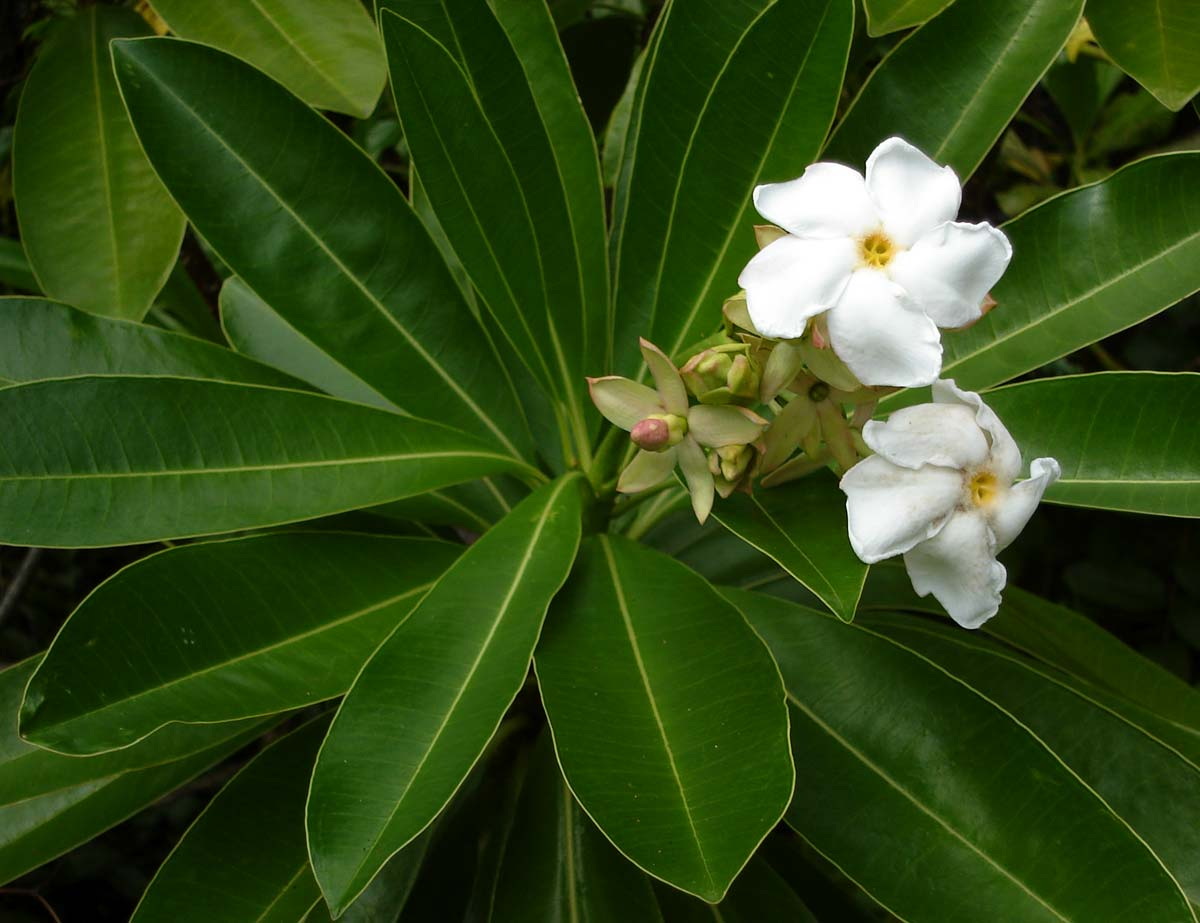
Flores
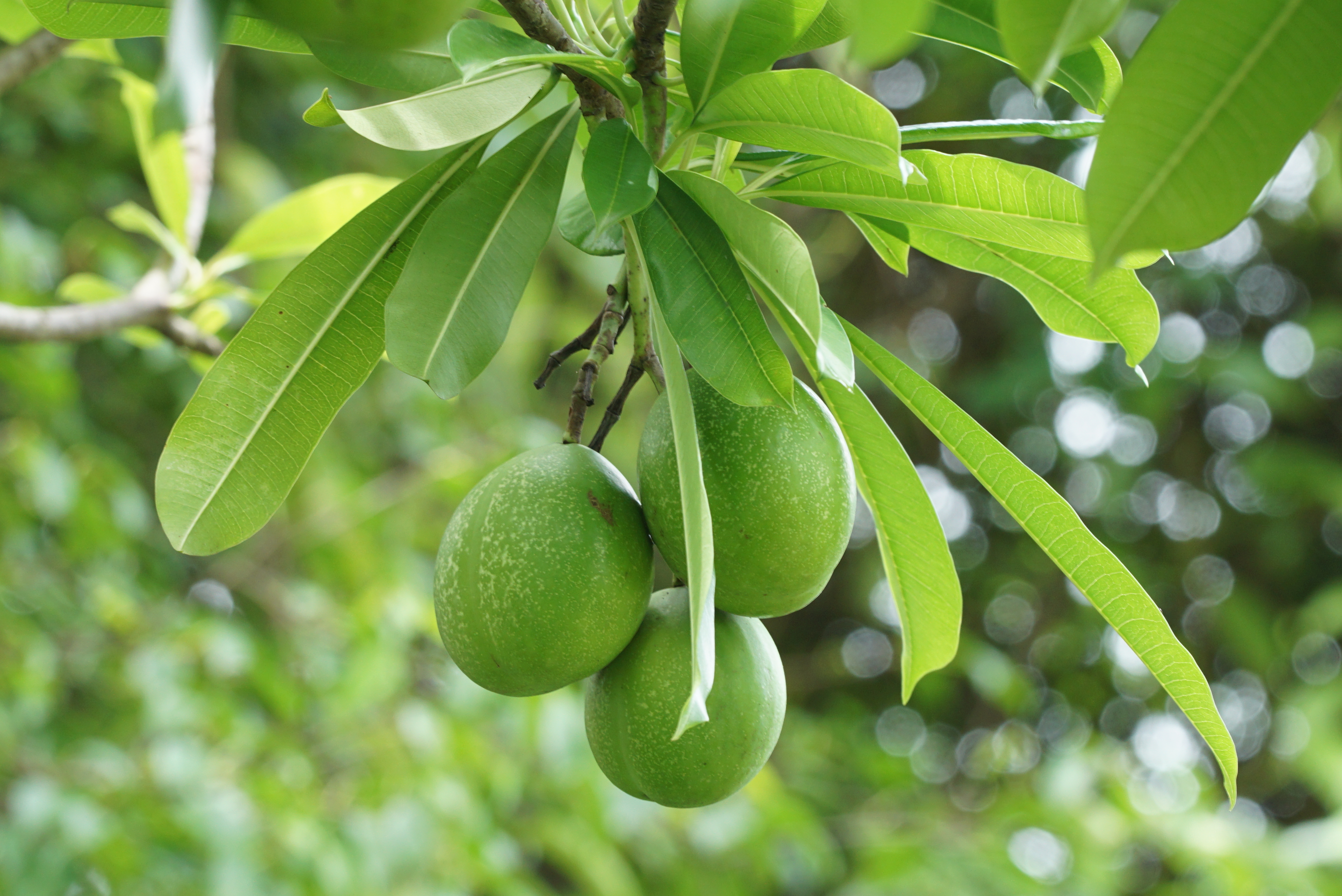
Frutos em desenvolvimento
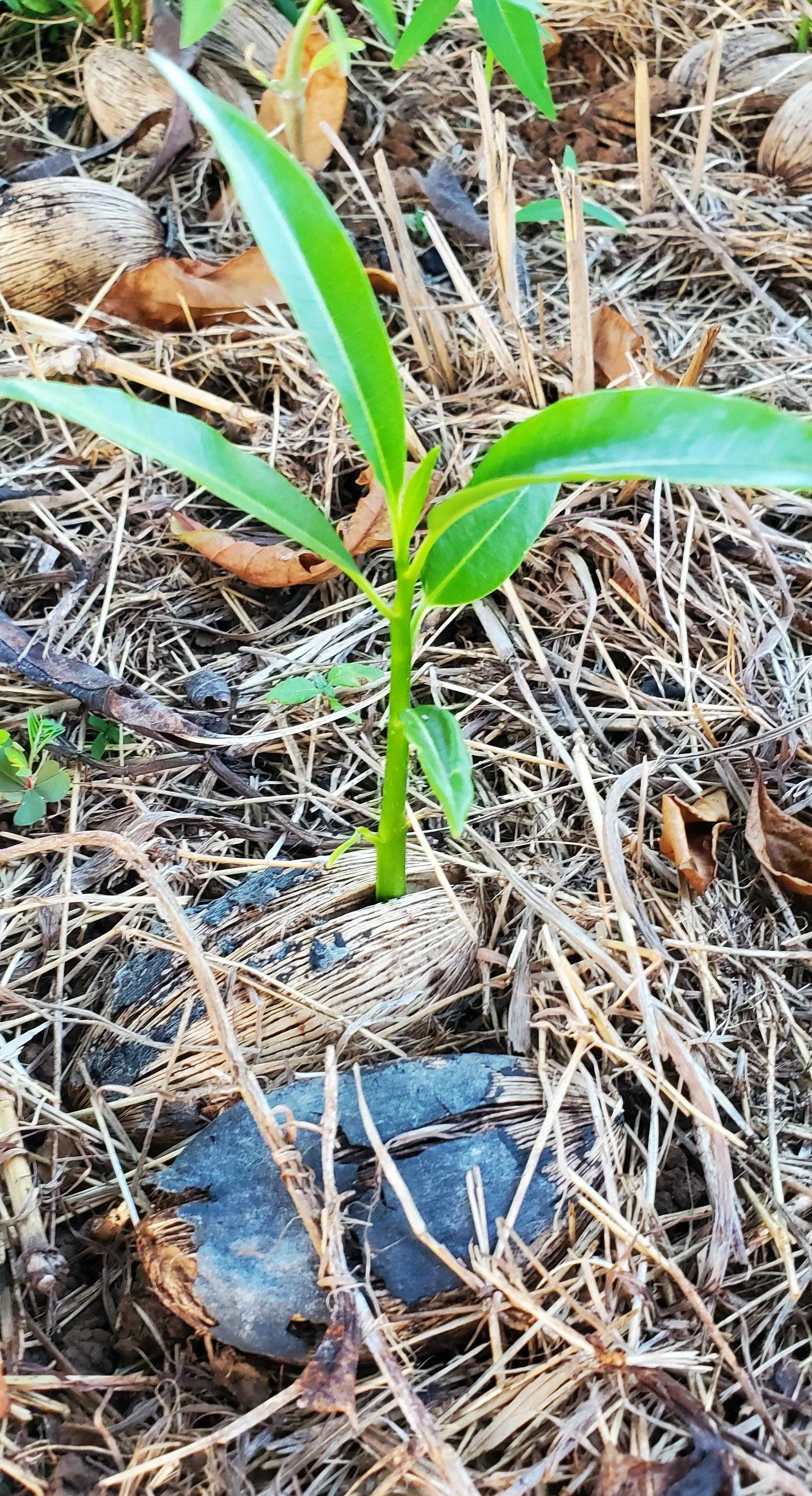
Frutos e mudas